# Franz Josef Messner

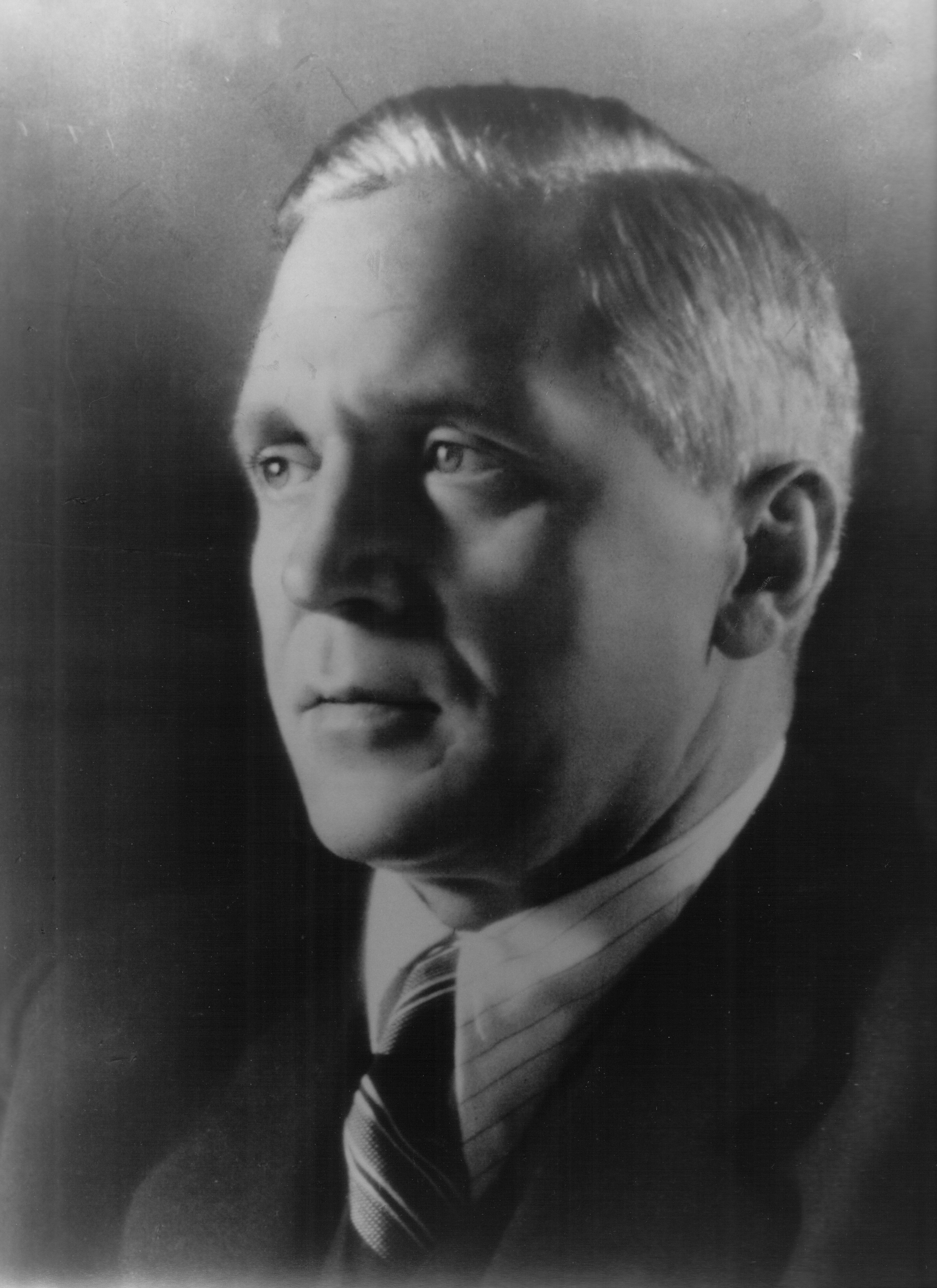
Franz Josef Messner

Franz Josef Messner (* 8. Dezember 1896 in Brixlegg/Tirol; † 23. April 1945 im KZ Mauthausen) war ein österreichischer Geschäftsmann, brasilianischer Konsul, brasilianischer Handelsattaché und ab 1937 Generaldirektor und Vorstandsvorsitzender der Semperit AG. Er war bis zu seinem Tod 1945 österreichischer Widerstandskämpfer gegen den Nationalsozialismus.

## Leben
Franz Josef Messner wurde geboren als Sohn des Gemischtwarenhändlers Josef Messner und dessen Frau Amalia Messner, geborene Ginther. Die Volksschule besuchte er in Brixlegg, dann acht Jahre das Gymnasium in Hall in Tirol mit Matura.
1915 trat er 18-jährig freiwillig beim 1. Regiment der Tiroler Kaiserjäger in Innsbruck ein und absolvierte einen Intendantur-Kurs in Wien. Danach war er beim Korpskommando 7 in Temesvár, 1916 wurde er zum Gouverneur nach Bukarest versetzt und 1917 als kommerzieller Referent zum Militärgouverneur nach Odessa. Im November 1918 erfolgte die Flucht nach Brest-Litowsk. Dort wurde er von polnischen Legionären gefangen genommen und bis Januar 1919 inhaftiert. Nach seiner Befreiung durch deutsche Truppen unter dem Kommando von Rüdiger von der Goltz kehrte Messner heim nach Brixlegg.
Während der Militärdienstzeit studierte er vier Semester an der Export-Akademie/Hochschule für Welthandel. Seine erste zivile Stelle war bei dem österreichischen Warenverkehrsbüro in Wien, Sommer 1919 wurde er nach Belgrad versetzt als Filialleiterstellvertreter, 1919 erfolgte der Ruf der Landesregierung Tirol auf den Direktionsposten der Landeseinkaufsstelle in Innsbruck. Nach Liquidierung dieser Stelle war er drei Jahre später Direktor bei der Handelsgesellschaft „Habung“ in Wien übernahm eine Tätigkeit in Dakar. Am 21. Januar 1922 heiratete in Wien Franziska Theresia Kristinus (* 21. Januar 1889; † 26. November 1983). Gemeinsam lebten sie im Wiener 18. Bezirk in der Hasenauerstraße 61.
1925 erfolgte die Auswanderung nach São Paulo in Brasilien für zunächst ein Jahr, dort war er angesehener Europaexperte für den Kaffeeexport. Er gründete 1926 in Wien die Kolonialfirma „Messner, Kommissionär für Kolonialwaren“, ab 1928 umbenannt in „Firma Union-Zuckerhandelsgesellschaft“, etwas später gründete er mit einem Brasilianer die „Brasil-Kaffee-Gesellschaft“ in Wien.
1928 wurde Messner brasilianischer Konsul in Wien und als Handelsattaché Angestellter des brasilianischen Handelsministeriums. Am 13. Oktober 1931 erlangte er die brasilianische Staatsbürgerschaft. Er war Generalagent des Brasilianischen Kaffeeinstitutes in São Paulo für Österreich, Ungarn und Tschechoslowakei. 1929 kaufte er eine eigene Kaffee- und Baumwollfarm (auch Rizinusöl und Viehwirtschaft) bei São Paulo und eine Orangerie in Pedra di Quaradiba bei Rio de Janeiro. Seit 1926 war er jährlich mehrere Wochen in Brasilien, 1930 stürzte er am 13. April mit dem Flugzeug in den Ozean ab und wurde gerettet.
Ab 1934 beteiligte er sich maßgebend an der Sanierung mehrerer österreichischer Betriebe als selbständiger Industriekonsulent.
1936 wurde Franz Messner bei der Credit-Anstalt fest angestellt und kümmerte sich um die Sanierung der Semperit-Werke, 1937 wurde er zum Generaldirektor und Vorstandsvorsitzenden der „SEMPERIT Österreichisch-Amerikanische-Gummiwerke-Aktiengesellschaft Wien“ berufen. Seine Aufgabe bestand in der raschen Modernisierung und Anpassung an den hochentwickelten Standard der deutschen Industrie. Trotz ab 1939 enger Kooperation mit der deutschen Continental Gummiwerke AG gelang es ihm, die Semperit mit Hilfe der Hauptaktionäre Creditanstalt-Bankverein und der Gruppe Reithoffer unabhängig von deutschem Kapital zu halten – sie hielten zusammen 65 % der Semperit-Aktien. (Die Folge bei Kriegsende: Semperit war kein deutsches Eigentum und musste daher nicht den Alliierten übergeben werden, russische Demontagen erfolgten jedoch in großem Umfang). Im März 1938 trat Messner der NSV (Nationalsozialistische Volkswohlfahrt) und im Mai 1938 der DAF (Deutsche Arbeitsfront) bei, wurde 1943 Beirat in der Arbeiterkammer der DAF-Niederdonau und war Mitglied im Reichsausschuss der DAF für Gemeinschafts- und Lohnfragen.
Am 3. Juni 1939 erfolgte unter vorgetäuschten Krankheitsgründen per Zeppelin die Flucht nach Brasilien aus Angst vor einem für die Nationalsozialisten arbeitenden Verwandten. Messner reiste mit einem offiziellen Auftrag des Reichswirtschaftsministeriums zur Beschaffung von Naturkautschuk, er konnte 3.000 Tonnen erzielen, eine komplette Schiffsladung wurde jedoch auf offener See versenkt. Bereits nach sechs Monaten kehrte Franz Messner zu seinen Arbeitern zurück, auf einem italienischen Dampfer kam er in französische Gefangenschaft und wurde unter anderem in Casablanca 30 Tage interniert unter dem Vorwurf der Spionage. Nach dem Einmarsch deutscher Truppen kam er frei. Gemeinsam mit seiner per Flugzeug nach Spanien gelangten Ehefrau flog er nach Wien, wo er „in allen Ehren“ aufgenommen wurde.
Ab dem 15. August 1940 nahm er wieder seine Vorstandstätigkeit bei Semperit auf. 1940 war Semperit nach Verschmelzung mit zahlreichen kleineren Betrieben mit seinen drei Stammwerken in Traiskirchen, Wimpassing und Stadlau und der Integration der Produktionsstätte Matador in Pressburg ein Betrieb mit 8.000 Mitarbeitern geworden.
Berufliche Reisen fanden regelmäßig nach Zürich, Basel, Paris, Brüssel und Mailand statt und natürlich zu den angegliederten Firmen/Niederlassungen in Pressburg/Slowakei, Budapest/Ungarn, Bukarest/Rumänien und nach Istanbul/Ankara. In dieser Zeit entwickelte er das Unternehmensleitbild mit dem Kern der „Semperit-Familie“ als Gegengewicht zur betriebsbezogenen „N.-S.-Betriebsgemeinschaft“.
Bis 1943 führte Franz Messner soziale Verbesserungen ein: Äußerst primitive sanitäre Anlagen wurden durch moderne ersetzt, Duschräume und Kleiderablagen neu geschaffen, eine Werksküche für alle Betriebsangehörigen neu eingerichtet, der „Werksdirektorpark“ allen geöffnet. Ein Werksarzt, eine medizinische Station und ein werkseigenes Erholungsheim kamen hinzu. Eine Betriebskrankenkasse wurde auf alle Betriebe ausgeweitet, Durchschnittsbezahlung und Kinderbeihilfe eingeführt. Zudem fanden Kulturveranstaltungen statt.
Unter anderem im Semperitwerk Traiskirchen wurden „freiwillige belgische Gastarbeiter“, polnische Zwangsarbeiterinnen, Häftlinge sowie belgische, italienische sowie französische Kriegsgefangene eingesetzt. 1943 wurde für sowjetische kriegsgefangene Familien aus dem Raum Stalingrad ein Barackenlager eingerichtet. In Birkenau (poln. Brzezinka) beim Konzentrations- und Vernichtungslager (Auschwitz (poln. Oswiecim)) wurde ein gesondertes Neben- und Produktionslager für die I.G. Farben durch KZ-Häftlinge errichtet – Auschwitz-Monowitz –, in welchem der synthetische von Semperit entwickelte Kautschuk „Buna“ hergestellt werden sollte. Die Produktion wurde dort wegen des Einmarsches sowjetischer Truppen jedoch nie aufgenommen. Die Lebenserwartung der Arbeitskommandos betrug zum Teil weniger als zwei Wochen.
1936 kam Franz Josef Messner in Kontakt mit dem Wiener Kaplan Heinrich Maier, der später seine Sorge über mögliche chaotische Zustände in Österreich im Falle einer Niederlage des Deutschen Reiches äußerte. Durch ihn lernte Messner die Konzertpianistin Barbara Issakides, Gersthofer Geistlichen Heinrich Maier kennen. Messner hatte gute Kontakte zu Vertretern der Industrie, Wirtschaft und Finanzwelt, so zu Ernst Kraus, Direktor der Siemens-Schuckert-Werke, Josef Joham, Direktor der Creditanstalt-Bankverein, Gina Böhm, Managerin bei Semperit-Budapest, Franz Josef Riediger, Semperitvertreter in Istanbul sowie Politikern. Kaplan Maier bat 1943 Messner, in Zürich den österreichischen Emigranten Rechtsanwalt Holitscher aufzusuchen. Dieser bot die Übergabe eines amerikanischen Armeesenders an. Bereits im Sommer 1942 hatte die Widerstandsgruppe das von Maier, Sokal und Legradi ausgearbeitete „Memorandum“ an die Alliierten, adressiert an den britischen und sowjetischen Außenminister, übermitteln können, in welchem eine aktuelle gesellschaftliche Analyse, militärische und wirtschaftliche Informationen sowie die Ziele eines neuen Österreichs vorgetragen wurden. Der Empfang wurde jedoch nur durch die BBC bestätigt. Ende 1942 konnte Barbara Issakides erstmals in Zürich zu Allen Welsh Dulles, dem Leiter der neuen Außenstelle des amerikanischen Geheimdienstes OSS (Office of Strategic Services), Kontakt aufnehmen. Ende 1943 reisten Messner und sie sogar gemeinsam. Hierbei teilte Messner offensichtlich erstmals wichtige Informationen über die deutsche Produktionslage bei synthetischem Gummi (Buna) sowie über Raketenproduktionen mit. Seitens des OSS wurde eine Unterstützung avisiert. Messner hatte ebenfalls direkte Kontakte mit dem OSS in Istanbul über Riediger und lieferte auch diesem unter dem Tarnnamen „Cassia“ umfangreiche – jedoch von den Alliierten oft angezweifelte – Informationen, in Bern unter den Decknamen „Diana“ oder „Oyster“. So berichtet er detailliert über Treibstoffdepots in Wien, Munitions- und Waffenfabriken sowie Flugzeugproduktionsangaben für den Wiener Raum, Raketenproduktion (einschließlich V-Waffen in Peenemünde), Metallverarbeitung, aber auch über Massenhinrichtungen. Im Frühjahr 1944 traf er mehrfach in Bern mit Dulles zusammen. Es wurde auch über eine Finanzhilfe von 100.000 RM gesprochen. Eine telegrafische Mitteilung hierüber mit Angabe einer Deckadresse traf in Budapest ein, wo Messner, der sich zur Abklärung der Geldfrage dort aufhielt, festgenommen wurde. Frau Issakides hingegen war von dort nach Wien zur betreffenden Adresse gereist und dort verhaftet worden. Der Verrat geschah durch OSS-Doppelagenten.
Messner war Handelsattaché in Brasilien und hatte beide Staatsbürgerschaften. Deswegen verzögerte sich seine Hinrichtung. Es war bis zu seinem Ende nicht klar, ob Brasilien die Freilassung erwirken könne. Messner war in Wien bei der Gestapo inhaftiert. Die zweite Semperit-Sekretärin und als Mitglied des Widerstandskreises um Messner auch dessen Vertraute, Evelyn Wagner, warb im November 1944 drei junge deutsche Deserteure an zu Messners Befreiung aus dem Landgericht. Diese wurden jedoch von einer Polizeistreife verhaftet. Nachfolgend kam auch Evelyn Wagner in Gestapohaft und wurde erst nach der Befreiung Wiens durch die Rote Armee freigelassen.
Über die letzten Stunden Messners gibt es eine detaillierte Aussage des Arrest- bzw. Bunkerkommandoführers im Konzentrationslager Mauthausen SS-Oberscharführer Josef Niedermayer. Demnach wurde Messner im November 1944 gemeinsam mit den späteren österreichischen Ministern Felix Hurdes und Lois Weinberger ins Konzentrationslager Mauthausen verbracht. Er wurde im Bunker arrestiert, im Januar 1945 allerdings mit einem Sammeltransport wieder nach Wien gebracht. Am 2. oder 3. April kam Messner erneut mit einem Sammeltransport von Wien direkt in den Bunker zu Niedermayer und seinen Untergebenen SS-Unterscharführer Proksch und SS-Rottenführer Rommel ohne eine reguläre Häftlingsaufnahme. Des Weiteren gibt es einen Bericht des Mithäftlings Burde, der als Lagerführer und Lagerschreiber eingesetzt wurde und die Totenkartei zu führen hatte. Etwa am 18. April sprach Messner Burde wegen seines Paketanrechtes als Brasilianer an und gab sich als Semperitler zu erkennen, nannte seinen Namen jedoch nicht, auffallend war aber sein im Lager bekanntes volles weißes ungeschorenes Haar. Nach Zuteilungserlaubnis durch den zuständigen SS-Scharführer nahm Messner das Paket in Empfang mit der Zusage, es mit Burde zu teilen. Am Folgetag, den 20. April fand sich an Messners Platz im Block 10 noch das halbe Paket, Franz Messner selbst war zum Bunker abgeholt worden, unter dessen Nachbargebäude – dem Krankenrevier – sich die Gaskammer befand. Am 23. April 1945 um 15 Uhr ordnete der Kommandant des Konzentrationslagers Mauthausen SS-Standartenführer Franz Ziereis persönlich im Bunker die sofortige Verbringung von 40 Häftlingen einschließlich Franz Messner in den Gaskeller an. Ziereis schüttete persönlich die Zyklon-B-Brocken ins Gaseinfüllungsgerät, in der folgenden Nacht wurde Messner mit den anderen Opfern im Krematorium verbrannt. Gegen einen von der brasilianischen Regierung bereits genehmigten Gefangenenaustausch hatte bereits im Januar 1945 weder das Reichssicherheitshauptamt, das Reichswirtschaftsministerium noch der Reichsbeauftragte für Kautschuk Einwände. Lediglich die Justiz sperrte sich bis zum bitteren Ende von Messner. Auch die von der brasilianischen Regierung bestätigte Einbürgerung konnte sein Leben nicht retten.